# Google Public DNS
Google Public DNS é um serviço gratuito de resolução de DNS anunciado em 3 de dezembro de 2009, como parte de uma iniciativa da Google para tornar a internet mais rápida. De acordo com a Google, no ano de 2012 o Google Public DNS se tornou o maior serviço público de DNS no mundo, manipulando mais de 70 bilhões de requisições por dia.
Google Public DNS provê os seguintes endereços de servidores para uso público, mapeados ao servidor operacional mais próximo pelo encaminhamento anycast:
Endereços IPv4
- 8.8.8.8
- 8.8.4.4

Endereços IPv6 
- 2001:4860:4860::8888
- 2001:4860:4860::8844

## Serviços
Muitos provedores de DNS populares praticam DNS hijacking enquanto processam solicitações, levando os navegadores de internet a serem redirecionados para um site de propaganda mantido pelo provedor quando um domínio não existente é digitado, explícitamente violando a especificação DNS.
O serviço também soluciona o problema de segurança de Domain Name Serving, onde terceiros interferem com o serviço de DNS tentando redirecionar os usuários de sites legítimos para sites maliciosos. Eles afirmam que seus métodos são resistentes a DNS cache poisoning incluindo ataques "Kaminsky Flaw" assim como Ataque de negação de serviço.
A Google afirma oferecer vários benefícios de velocidade e eficiência, como o uso do encaminhamento anycast para enviar os usuários para o data center mundial mais próximo, servidores capazes de gerenciar até mesmo tráfego malicioso, e servidores usando dois níveis de cache, com um pequeno cache por máquina contendo os domínios mais populares e outro grupo de máquinas divididas pelo domínio a ser procurado. Este cache de segundo nível reduz a fragmentação e a taxa de erros de cache que pode resultar do aumento do número de servidores.

## Privacidade
É informado que por propósitos de desempenho e segurança, somente o Endereço IP do usuário (apagado depois de 24 horas), ISP, e informações de localização (mantidos permanentemente) são armazenados nos servidores.
Além disso, o Google também suporta vários protocolos seguros, incluindo o DNS com TLS e DNS com HTTPS. Esse protocolos encriptam os dados do DNS em transporte, impedindo que eles sejam inspecionados ou modificados por outros.

## Histórico
Em Dezembro de 2009, Google Public DNS foi lançado com seu anúncio no blog oficial do Google pelo gerente de produto Prem Ramaswami, com um anúncio adicional no blog Google Code.
Em outubro de 2013 o Google comunicou a transferência do serviço DNS no Brasil, usando agora servidores instalados nos Estados Unidos. "A gigante de Mountain View tem sido bem vaga sobre a mudança. No dia 25 de setembro, um engenheiro de software do Google que trabalha no Public DNS, Shen Wan, escreveu em um fórum público que "as consultas ao Google DNS do Brasil (e talvez em outros países da América do Sul também) são manipulados por resolvers nos Estados Unidos." (Jeremy Kirk, 2013). O serviço ainda funciona muito bem para os Latino-Americanos, porém, há relatos de latência maior após a mudança.